# Дубинський Яків Абрамович
Яків Абрамович Дубинський (рос. Я́ков Абра́мович Дуби́нский, нар. 20 січня 1895, Феодосія — пом. 13 жовтня 1958, Бахчисарай) — спадковий доглядач фортеці Кирк-Єр, прожив там 40 років, засновник музею печерних міст (Історико-Археологічного музею Південно-Західного Криму). Вніс внесок у збереження та вивчення культурної спадщини караїмів. Шамаш кенаси Чуфут-Кале.

## Біографія
У Бахчисараї Яків Абрамович закінчив чотирикласне міське училище. Голова сім'ї, Абрам (Ібрагім) Дубинський, був спочатку доглядачем, а у 1918 році став також і газзаном, настоятелем кенаси в Чуфут-Кале.
Яків Абрамович ще в молодості зацікавився археологією. Це визначило напрямок його інтересів. 30 років життя він присвятив краєзнавству Криму. Археологи Москви і Ленінграду добре знали Дубинського. За його активної участі з 1928 року проходило більшість розвідок і розкопок в південно-західному нагір'я Криму.
Завдяки своїй винятковій спостережливості, Яків Абрамович зробив чимало важливих археологічних спостережень; завдяки йому досліджені найцінніші пам'ятки: Бельбекський і Тібертінський могильники, могильник поблизу Баштанівки і Чуфут-Кале, розкопками якого займалася АН СРСР.
З 1936 року Яків Дубинський почав роботу в Севастопольському музейному об'єднанні, котре тоді керувало охороною і вивченням основних археологічних об'єктів Південно-Західного Криму. Він брав активну участь у розкопках на плато Ескі-Кермен в 1937 році і Мангуп (наступного року). Дубинський був одним з творців Історико-Археологічного музею Південно-Західного Криму (Музею печерних міст), в основу якого покладені матеріали розкопок у Ескі-Кермен та Мангупі.
У роки Німецько-радянської війни, виконуючи доручення партії, Яків Абрамович Дубинський, ризикуючи життям, охороняв музейні цінності, заховані в печерах Чуфут-Кале. З 1945 року брав участь у відновленні експозиції музею. Після закінчення війни археологічна діяльність Дубинського була особливо інтенсивною. У 1946 році він був учасником Бахчисарайського загону Тавро-Скіфської експедиції, брав участь у розкопках відкритого ним ранньосередньовічного могильника біля Чуфут-Кале (1948—1950 hh/), був одним з організаторів Інкерманської експедиції Кримської філії АН СРСР та Музею печерних міст, а 1951-го — Гурзувітської експедиції.
Працюючи в експедиціях, Яків Абрамович особистим прикладом створював атмосферу трудового підйому і дбайливого ставлення до пам'ятників. Яків Абрамович був великим знавцем рідного краю та його археологічних пам'яток, талановитим краєзнавцем.